# Olov Ternström
Olov Arthur Ternström, född 1 februari 1927 i Lund, död 14 juli 2001 i Cheltenham, England, var en svensk diplomat.

## Uppväxt
Ternström var son till kamrer Arthur Ternström och Astrid Andersson. Han avlade ekonomexamen vid Handelshögskolan i Stockholm 1949 och erhöll titeln civilekonom.

## Karriär
Ternström tjänstgjorde vid Sveriges allmänna exportförening 1948–1957 innan han blev attaché vid Utrikesdepartementet (UD) 1957. Ternström tjänstgjorde i Washington, D.C. 1958, var sekreterare vid UD 1961 och byråchef vid upplysningsberedningen 1962. Han var därefter konsul i Hongkong 1964, pressråd i London 1967, handelsråd där 1971 och biträdande chef vid administrationsavdelningen vid UD 1973. Ternström blev ambassadör i Tunis 1976, tjänstgjorde i svenska FN-delegationen i New York 1978, var ambassadör i Kairo, jämväl Khartoum 1981–1986 och Bangkok 1986–1992.
År 1981, medan Ternström var ambassadör i Egypten, undkom han oskadd efter attentatet mot den egyptiske presidenten Anwar Sadat.

## Privatliv
Ternström var gift två gånger. År 1955 gifte han sig med Margareta Röningberg, dotter till folkskolläraren Erik Röningberg och skulptrisen Ingrid (född Geijer). År 1983 gifte sig Ternström med Myrtle Langham. I slutet av sitt liv var paret Ternström boende i Cheltenham, England.

## Död
Ternström avled den 14 juli 2001 i Cheltenham, England. Han gravsattes den 28 mars 2002 på Bromma kyrkogård in Stockholm.